# 長治
長治（）は、日本の元号の一つ。康和の後、嘉承の前。1104年から1106年までの期間を指す。この時代の天皇は堀河天皇。

## 改元
- 康和6年2月10日（ユリウス暦1104年3月8日） 天変により改元
- 長治3年4月9日（ユリウス暦1106年5月13日） 嘉承に改元

## 長治期におきた出来事
- 1104年（長治元）
  - 9月 - 紀伊の悪僧ら熊野大衆と号し、国司を訴える。

## 西暦との対照表
※は小の月を示す。
| 長治元年（甲申） | 一月※     | 二月※ | 三月    | 四月※ | 五月※ | 六月  | 七月 | 八月※ | 九月 | 十月  | 十一月※ | 十二月  |          |
| ---------------- | --------- | ----- | ------- | ----- | ----- | ----- | ---- | ----- | ---- | ----- | ------- | ------- | -------- |
| ユリウス暦       | 1104/1/30 | 2/28  | 3/28    | 4/27  | 5/26  | 6/24  | 7/24 | 8/23  | 9/21 | 10/21 | 11/20   | 12/19   |          |
| 長治二年（乙酉） | 一月      | 二月※ | 閏二月※ | 三月  | 四月※ | 五月※ | 六月 | 七月※ | 八月 | 九月  | 十月    | 十一月※ | 十二月   |
| ユリウス暦       | 1105/1/18 | 2/17  | 3/18    | 4/16  | 5/16  | 6/14  | 7/13 | 8/12  | 9/10 | 10/10 | 11/9    | 12/9    | 1106/1/7 |
| 長治三年（丙戌） | 一月      | 二月※ | 三月※   | 四月  | 五月※ | 六月※ | 七月 | 八月※ | 九月 | 十月  | 十一月※ | 十二月  |          |
| ユリウス暦       | 1106/2/6  | 3/8   | 4/6     | 5/5   | 6/4   | 7/3   | 8/1  | 8/31  | 9/29 | 10/29 | 11/28   | 12/27   |          |